# Rationele onwetendheid
Rationele onwetendheid (of rationele onverschilligheid) treedt op wanneer de inspanning of kosten voor het verwerven van kennis over een onderwerp om goed geïnformeerd een besluit te nemen, groter is dan het voordeel of de opbrengst dat zo'n besluit zou kunnen opleveren, waardoor het irrationeel zou zijn om er tijd aan te verspillen.
De term wordt meestal gebruikt in de politicologie en de economie, met name in de publiekekeuzetheorie, maar ook gebruikt in andere vakgebieden die rationaliteit en keuze bestuderen, zoals filosofie (epistemologie) en speltheorie.
De term werd bedacht door Anthony Downs in An Economic Theory of Democracy uit 1957.
Volgens Bryan Caplan kunnen de afwijkende overtuigingen van kiezers niet uitsluitend worden toegeschreven aan irrationele onwetendheid; hij stelt dat irrationele systematische vooringenomenheid ook een rol speelt.